# Ein el-Jarba

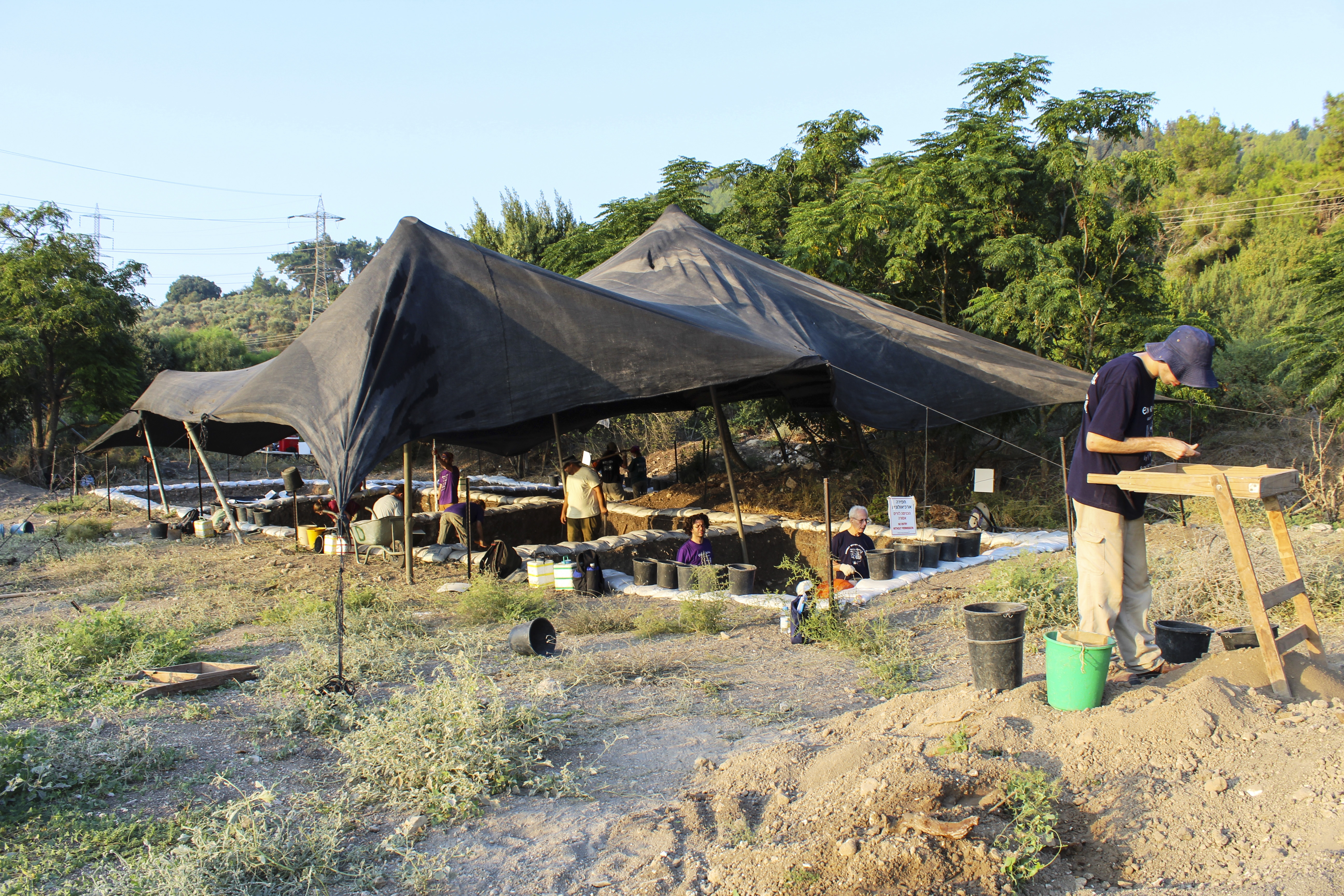
Fouilles d'Ein el-Jarba en 2013

Ein el-Jarba est un site du chalcolithique ancien attribué à la culture Wadi Rabah. Il est daté du VIe millénaire av. J.-C. et est situé à 20 km au sud-est de Haïfa, Israël, dans la vallée de Jezreel. La fouille du site a récemment été reprise, sous les auspices de l’université hébraïque de Jérusalem.

## Géographie
Le site est situé aux pieds du plateau de Ménashé, dans la vallée de Jezreel, vallée qui constitue la principale voie naturelle reliant la côte méditerranéenne et la vallée du Jourdain. Ein el-Jarba se trouve aujourd’hui à proximité du kibboutz Hazore’a.

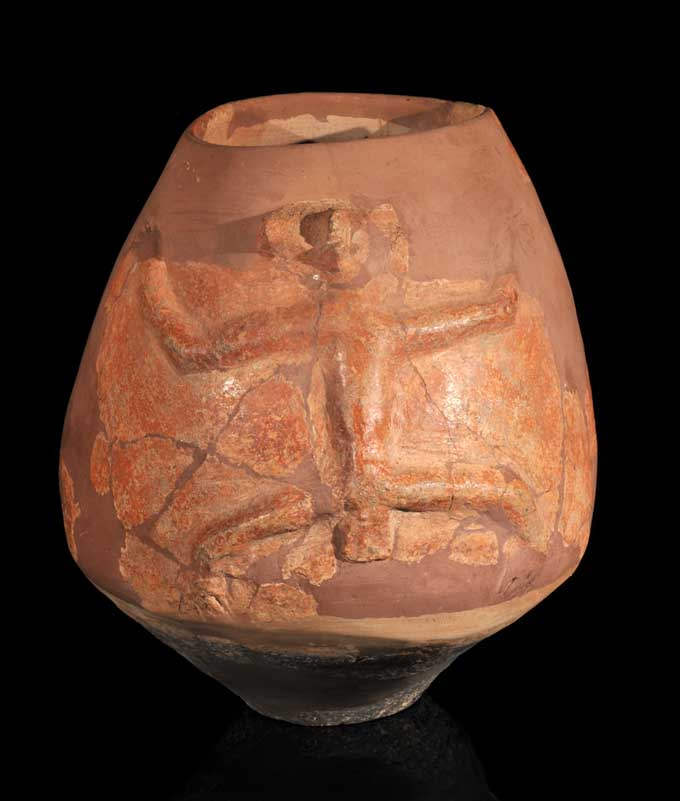
Jarre trouvée sur le site d'Ain al-Jerba, décorée sur les deux côtés par un bas-relief d'homme dansant, portant un masque de cerf. Cette jarre fut découverte en 1966 durant les fouilles de Jacob Kaplan.

## Histoire des fouilles
Le site a été fouillé à diverses reprises. À la suite de la mise au jour de vestiges lors de travaux mécaniques, une première saison de fouilles a été dirigée par Jacob Kaplan en 1966. D’autres vestiges ont été découverts en 1979, à environ 75 m à l’ouest de l’aire fouillée par Kaplan. Une fouille de sauvetage a également été dirigée par E. Meyerhof en 1980, et a mis au jour d’importants vestiges architecturaux. Plusieurs autres sites ont été découverts à proximité, dont Tell Qiri, Hazorea,,, Tell Zeriq, Abu Zureiq et Mishmar-Haémek (strate V). Une prospection de surface a également été conduite par Emmanuel Anati en  1973.
Une aire d’environ 65 m2 fouillée par Kaplan à Ein el-Jarba en 1966 a révélé quatre phases d’occupation chalcolithique contenant des vestiges architecturaux, ainsi que des tombes. L’accumulation stratigraphique entre le sol vierge et le sol de surface était seulement d’environ 1 mètre.

## Fouilles actuelles
De nouvelles fouilles archéologiques ont été entamées à Ein el-Jarba en 2013, sous les auspices de l’institut d’archéologie de l’université hébraïque de Jérusalem, sous la direction de Katharina Streit, en coopération avec le  « Jezreel Valley Regional Project ». Ces fouilles ont révélé deux périodes d’occupation, avec des vestiges allant du Bronze Récent IB (4e millénaire calBC) au Chalcolithique Ancien (6e millénaire calBC). Les vestiges du Bronze Ancien consistent en plusieurs sous-strates de maisons ovales, ainsi que des surfaces de vie, des fosses et un silo bordé de pierres. La phase du Chalcolithique Ancien consiste en plusieurs sols et en déchets de brique crue, ainsi qu’en une surface plâtrée dotée d’une installation circulaire. L’assemblage céramique de la phase du Chalcolithique ancien est dominé par de la poterie classique de style Wadi Rabah.